# Zat Knight
Zatyiah „Zat” Knight (Solihull, West Midlands, 1980. május 2. –) angol labdarúgó, jelenleg az Aston Villa játékosa. Ő a Premier League legmagasabb védője, 198 cm magas.

## Külső hivatkozások
- Zat Knight pályafutásának statisztikái a Soccerbase oldalon (angolul)

- Profil FulhamFC.com
- Profil Archiválva 2008. december 23-i dátummal a Wayback Machine-ben BBC